# Pseudosymmachia costata
Pseudosymmachia costata är en skalbaggsart som beskrevs av Gu och Zhang 1995. Pseudosymmachia costata ingår i släktet Pseudosymmachia och familjen Melolonthidae. Inga underarter finns listade i Catalogue of Life.